# Lucy Shapiro

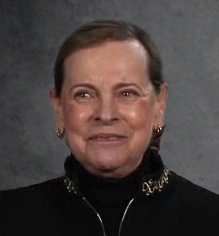
Lucy Shapiro

Lucille „Lucy“ Shapiro (* 16. Juli 1940 in New York City) ist eine US-amerikanische Entwicklungsbiologin und Professorin an der Stanford University in Stanford, Kalifornien.

## Leben
Shapiro erwarb einen Bachelor am Brooklyn College und 1966 einen Ph.D. in Molekularbiologie am Albert Einstein College of Medicine, beide in New York City, New York. 1967 wurde sie Mitglied des Lehrkörpers des Albert Einstein College und erhielt 1977 dort eine Professur für Molekularbiologie. 1986 erhielt sie einen Ruf an die Columbia University, ebenfalls in New York City, und 1989 an die Stanford University in Stanford, Kalifornien, wo sie heute (Stand 2019) Professorin für Entwicklungsbiologie ist.

## Wirken
Shapiro gilt als Pionierin der Zellbiologie von Prokaryoten. Sie hat sich mit Fragen des Zellzyklus beschäftigt und konnte zur Aufklärung beitragen, wie Zellen räumlich und zeitlich den Aufbau ihrer Substrukturen regulieren (Zellpolarität) und wie es Zellen gelingt, unterschiedlich differenzierte Tochterzellen zu generieren. Sie konnte zeigen, dass bakterielle Zellen als integrierte Systeme der Transkriptionsregulation funktionieren, die an die dreidimensionale Anordnung ihrer Funktionsproteine gebunden sind.

## Auszeichnungen (Auswahl)
- 1988 Fellow der American Association for the Advancement of Science[1]
- 1992 Mitgliedschaft in der American Academy of Arts and Sciences[2]
- 1994 Mitgliedschaft in der National Academy of Sciences
- 2003 Mitgliedschaft in der American Philosophical Society[3]
- 2005 Selman A. Waksman Award für Mikrobiologie der National Academy of Sciences[4]
- 2007 Keith R. Porter Lecture
- 2009 Canada Gairdner International Award[5]
- 2011 National Medal of Science
- 2012 Louisa-Gross-Horwitz-Preis
- 2014 Pearl Meister Greengard Prize
- 2020 Dickson Prize in Science